# Matthew Brittain
Matthew Brittain, född den 5 maj 1987 i Johannesburg i Sydafrika, är en sydafrikansk roddare.
Han tog OS-guld i lättvikts-fyra utan styrman i samband med de olympiska roddtävlingarna 2012 i London.